# Jay Sean
Kamaljit Singh Jhooti mais conhecido como Jay Sean (Londres, 26 de Março de 1981) é um cantor e compositor britânico de música R&B. Os trabalhos mais conhecidos são os singles "Stolen", "Eyes On You", "Ride It", "Down" e "Tonight", de dois álbuns de estúdio lançados Me Against Myself em 2004 e My Own Way em 2008. Assinou contrato com a editora Virgin Records e com Jayded Records. Actualmente tem contracto activo com Cash Money Records para os seus lançamentos nos Estados Unidos. Frequentou as escolas Sandringham Primary School, Forest Gate Community School e Sir George Monoux College. Mais tarde, estudou na Barts and The London School of Medicine and Dentistry, no curso de medicina, depois saiu para seguir a sua carreira artística.

## Carreira

### 2003-2006:Me Against Myself
O seu primeiro conhecimento, foi pelo single "Dance with You (Nachna Tere Naal)" no Reino Unido, colaborando com Rishi Rich e Juggy D. Sean assegurou o ganho de um milhão de libras graças ao acordo com a Virgin Records. O seu segundo single "Eyes on You", posicionou-se no top 10, alcançando a sexta posição. O cantor gravou um vídeo para a canção "Me Against Myself", mas apenas saiu na Internet, nomeadamente no seu canal oficial no Youtube. O seu terceiro single, "Stolen", e o seu maior single no Reino Unido, alcançou a quarta posição, com a colaboração da actriz Bipasha Basu que até apareceu no vídeo musical. O seu álbum de estreia, Me Against Myself, foi lançado e recebido positivamente pela crítica. O álbum foi bem vendido comercialmente, não só no Reino Unido, mas no estrangeiro também. Na Índia, vendeu mais de dois milhões de cópias. O cantor fez uma pequena aparência no filme de Hollywood, Kyaa Kool Hai Hum, cantando a canção "Dil Mera (My Heart)" para a trilha sonora. Em Fevereiro de 2006, depois de vários atrasos com o seu segundo álbum, deixou a Virgin Records.

### 2007-2008:My Own Way
Após a separação com a antiga editora, Sean regressou em 2007 com o single "Ride It", e foi o primeiro do segundo álbum de estúdio My Own Way (provisoriamente intitulado de Deal With It). Foi o primeiro lançamento com contacto assinado com a nova editora, que foi uma junção de uma editora criada pelo cantor, Jayded Records e com 2Point9 Records. O vídeo musical de "Ride It", trouxe um novo estilo visual do cantor, depois de ter estado ausente durante três anos e meio.
O cantor escreveu a canção "Deal With It", para o seu álbum mas foi dado ao artista da Disney, Corbin Bleu que desta feita foi usado no filme original High School Musical. A canção foi ouvida mais de 120,000 vezes na América, e uma das faixas mais tocadas nas rádios, escrito por um compositor Europeu venceu nos BMI Songwriter Awards.
O álbum estreou em sexto lugar na tabela musical UK Albums Top 75. O álbum gerou cinco consecutivos top 20 dos quatro singles lançados para promover o mesmo ("Dance With You", "Eyes On You", "Stolen", "Ride It" and "Maybe"). O regresso do cantor valeu duas nomeações no MOBO Awards para as categorias de Best UK Male e Best R'n'B/Soul.
Em Agosto de 2008, o cantor co-apresentou o programa da rádio londrina Choice FM, no qual cantou algumas faixas nunca antes ouvidas, incluindo uma canção que cabia aos ouvintes escolher o título. Mais tarde, o nome foi confirmado como "Tonight"  e foi incluído no relançamento do álbum, intitulado My Own Way: Deluxe Edition.

### 2009 - presente:All or NothingcomCash Money Records
Em 18 de Outubro de 2008 durante a cerimónia dos MOBO Awards, Sean anunciou que tinha assinado com a editora americana de hip hop Cash Money Records/Universal Republic Records, fazendo dele o primeiro cantor britânico asiático a assinar com uma editora americana. O seu single de estreia na América, "Down", conta com a colaboração do rapper Lil Wayne. No dia 17 de Junho, a canção alcançou a primeira posição de faixas mais ouvida nas rádios americanas.
Em 2009 nos UK Asian Music Awards o cantor ganhou três prémios, nas categorias de "Best Male", "Best Urban Act" e "Best Album".
Na sua primeira entrevista na América para a MTV IGGY, anunciou que gravou cinco novas canções para o relançamento do álbum My Own Way (edição americana), incluindo a canção "Down". Também comentou a sua colaboração com o cantor Akon nos Grammy Awards em 2009, com o aditivo de querer gravar uma canção com Nadine Coyle e acredita que o álbum será lançado no terceiro trimestre de 2009.
O cantor também participou numa canção chamada "Written On Her" com Birdman lançada a 23 de Junho de 2009 no iTunes. A música tocou durante a entrevista à rádio Westwood Radio 1. Também participou no single de Skepta, lançado a 10 de Junho de 2009 no iTunes.

## Trabalho comunitário
O cantor fez vários tipos de trabalho comunitário. Trabalho com a BBC Blast durante os eventos de digressão.
Também suportou a Aga Khan Foundation num evento de caridade, em 2004 e 2009.

## Prémios
- Duas nomeações para a cerimónia MOBO Awards, Best UK Male e Best R'n'B/Soul
- Dois prémios nas categorias, Best Urban Act e Best Video do single "Ride It" nos UK Asian Music Awards em 2008. Também fez uma actuação de "Ride It".[24]
- Ganhou um BMI Songwriter Awards em 2008.
- Ganhou ainda três prémios nos UK Asian Music Awards em 2009, nas categorias de Best Male, Best Urban Act e Best Album por My Own Way.

## Discografia

### Álbuns de estúdio
- 2004: Me Against Myself
- 2008: My Own Way
- 2009: All or Nothing
- 2013: Neon